# دايو (تشلاو)
دایو (بالفارسية: دایو) هي قرية تقع في إيران في مازندران.